# Eduardo Jiménez
Eduardo Humberto Jiménez Coronado (* 24. Juli 1955 in Coronel) ist ein ehemaliger chilenischer Fußballspieler. Der Mittelfeldspieler wurde mit dem CD Cobreloa zweimal chilenischer Meister und erreichte zweimal das Finale der Copa Libertadores.

## Karriere
Eduardo Jiménez, auch Hippie genannt, begann seine Profikarriere 1974 in seiner Heimatstadt bei Lota Schwager. Er spielte fünf Jahre mit dem Klub in der Primera División und wechselte 1979 zum CD Cobreloa. Beim Klub aus der Atacama-Wüste erlebte der Mittelfeldspieler seine erfolgreichste Zeit. Bis 1982 stand er beim Klub aus Calama unter Vertrag. Mit Cobreloa gewann Jiménez die Meistertitel 1980 sowie 1982. Besonders in Erinnerung blieb er beim Klub in der Copa Libertadores. Bei der Copa Libertadores 1981 erreichte Chiles Meister überraschend das Finale und zog erst im Entscheidungsspiel gegen Brasiliens Topverein Flamengo Rio de Janeiro den Kürzeren. Im Entscheidungsspiel sorgte Zico mit seinen beiden Treffern für den Erfolg der Brasilianer. Bei der Copa Libertadores 1982 kam Cobreloa erneut ins Finale, unterlag dort aber Peñarol Montevideo nach einem torlosen Unentschieden im Rückspiel durch ein Tor in der 89. Spielminute.
Nach der Zeit im Norden lief Hippie 1983 für die Santiago Wanderers, 1984 erneut für Lota Schwager, 1985 für Deportes Concepción und 1986 für den CD Huachipato auf. 1987 beendete er seine Profikarriere dort, wo er sie begonnen hatte: in seiner Heimatstadt bei Lota Schwager.

## Erfolge
Cobreloa
- Chilenischer Meister: 1980, 1982
- Finalist der Copa Libertadores: 1981, 1982